# Гетто в Смиловичах
Гетто в Сми́ловичах (август 1941 — 14 октября 1941) — еврейское гетто, место принудительного переселения евреев посёлка Смиловичи Червенского района Минской области в процессе преследования и уничтожения евреев во время оккупации территории Белоруссии войсками нацистской Германии в период Второй мировой войны.

## Оккупация Смилович и создание гетто
Перед самой войной евреи численностью примерно 1500 человек составляли половину населения местечка Смиловичи. Среди них было около 200 человек, бежавших из Польши в 1939 году.
Несмотря на свидетельства очевидцев (беженцев из западных районов), почти никто из евреев местечка не верил рассказам о зверствах немцев в Польше и в Германии и не успел вовремя эвакуироваться. Из 40 еврейских семей, которые пытались 27 июня двигаться на восток, сумели уйти только 10, а остальные были вынуждены вернуться в посёлок. Также спаслось несколько евреев-мужчин из мобилизованных в Красную армию до прихода немцев — они прошли всю войну и остались в живых.
Смиловичи были заняты немецкими войсками 29 июня (28 июня, 1 июля) 1941 года, и оккупация продолжалась 3 года — до 3 июля 1944 года.
Вскоре после оккупации немцы создали местную полицию. Полицейский участок находился в здании пожарной команды на углу улиц Комсомольской и Советской.
После организации полицейского участка была организована первая «акция» (таким эвфемизмом гитлеровцы называли организованные ими массовые убийства). Немцы очень серьёзно относились к возможности еврейского сопротивления, и поэтому в большинстве случаев в первую очередь убивали в гетто или ещё до его создания евреев-мужчин в возрасте от 15 до 50 лет — несмотря на экономическую нецелесообразность, так как это были самые трудоспособные узники. По этим соображениям нацисты собрали 50 (55) евреев-мужчин, под предлогом отправки на принудительные работы отвели до деревни Гудовичи по Могилёвскому шоссе, заставили выкопать яму и всех расстреляли (в том числе отца художника Хаима Сутина, а через несколько месяцев — и его мать и других родственников). Отдельные убийства евреев немцами и полицаями продолжались весь июль 1941 года, убийства евреев стали обыденным делом, но массовых расстрелов до осени больше не было.
Раввина Симху Шапиро, отказавшегося по приказу немцев стать «старшим над евреями», повесили на центральной площади на вытянутой руке памятника Ленину.
Возле деревни Дукорщина крестьянин Писарчик опознал двух евреев (ими оказались архитектор Коржун, строивший Минский железнодорожный вокзал, и его 13-летний племянник) и донёс на них полицаям, получив в награду сапоги. Евреев схватили, избили до полусмерти и садистским образом подвесили на веревках на телеграфном столбе напротив полицейского участка в Смиловичах, прицепив им на грудь таблички с надписью «Жиды». Только через 3 дня немцы, издеваясь, приказали нескольким евреям (Борис Плакса, Абрам Тейфа и Хаим Кофман) петь «Интернационал», и под это пение снять тела повешенных и бросить в яму возле базара.
В августе 1941 года немцы, реализуя гитлеровскую программу уничтожения евреев, согнали всех евреев Смилович в гетто, организованное недалеко от еврейского кладбища в границах улиц Войсковой, Зелёной, Минской и Гирша Леккерта — примерно 80 домов.
В гетто также пригнали евреев из близлежащих деревень и 300 минских евреев, не успевших уйти на восток и застрявших по дороге около Смилович. Впоследствии в Смиловичское гетто также попали примерно 100 евреев из Франции и Германии. В общей сложности через гетто прошли около 2000 евреев.
Кто из местных жителей был евреем, а кто нет, немцам помогали определять местные коллаборационисты.

## Условия в гетто
Гетто было огорожено вкопанными в землю столбами с колючей проволокой. На столбах висели щиты с предупреждением: «Гетто! Не входить!».
Евреям запрещалось без пропуска выходить из гетто. По улицам гетто постоянно ходили белорусские полицаи, вооружённые винтовками, следившие, чтобы евреи не выходили за ограждение. По воспоминаниям очевидцев, несмотря на эту охрану, из гетто всё равно можно было незаметно уйти, — но это, помимо смертельной опасности, было бессмысленно. Увидев еврея, местные жители могли сообщить об этом немцам, а прятаться в лесу со стариками и маленькими детьми без теплой одежды и еды было просто самоубийством.
Евреям также запрещалось содержать домашний скот, покупать продукты, хотя узники гетто не получали от оккупационной власти никакого продовольствия, и каждая еврейская семья добывала пищу как могла. Евреи не имели права ходить по тротуарам. За нарушение любого из множества унизительных и издевательских запретов наказанием для евреев был расстрел.
Взрослые мужчины из гетто использовались на принудительных работах, в том числе в кожевенной артели и на войлочной фабрике.

## Уничтожение гетто
13 октября 1941 года в гетто Смиловичей прибежал вместе с внуком старик-еврей по фамилии Эйне и рассказал, что немцы расстреляли в его деревне Дукора 500 евреев. Полицаи схватили старика вместе со внуком, избили их и расстреляли. 14 октября 1941 года, в праздник Рош а-Шана (еврейский Новый год) в Смиловичи из Руденска приехали литовские коллаборационисты, вместе с местной полицией окружили гетто и начали убивать евреев, которые безуспешно пытались прятаться на чердаках, в сараях и погребах.
Два местных полицая, Казимир Германович и Леонид Сидорович, увидели двухлетнюю Малку Горелик, взяли ребёнка за ножки и с размаху ударили её головой о стенку дома, а мать девочки застрелили тут же возле убитой дочки.
Гетто было оцеплено очень плотно (полицаи стояли в десяти шагах один от другого) и убежать было невозможно. Место массового убийства евреев находится в центре Смилович, и, как во многих местах Беларуси, называется «Яма». Этот глубокий песчаный карьер находился рядом с еврейским кладбищем в районе улицы Соломянки, и зимой дети катались там на откосах на санках. Евреев вывели из домов и погнали к карьеру. Пытавшихся убежать полицаи расстреливали без предупреждения. Ударами прикладов евреев группами по 50-60 человек гнали к краю ямы, выстраивали в шеренгу по 50-60 человек и расстреливали из пулемета. Детей младше двух лет полицаи бросали в яму живыми. В этот день нацистами и их пособниками в Смиловичах были убиты свыше 2000 (1338 вместе с коммунистами) евреев.
В яме расстрелянных небрежно засыпали землей вместе с многими ещё живыми детьми и ранеными, на которых убийцы пожалели патроны.
После погрома ещё несколько дней немцы и полицаи ловили и расстреливали спрятавшихся евреев.

## Случаи спасения и «Праведники народов мира»
Бежать из Смиловичей было некуда, потому что в этот период войны партизан в районе ещё не было, а местные жители часто относились к евреям враждебно. За помощь евреям немцы убивали всю семью того, кто отваживался на такую помощь, и в таких условиях находились только единицы, спасавшие евреев.
Спастись от расстрела во время окончательного уничтожения гетто смогли только несколько молодых евреев. Им удалось незаметно выбраться из местечка, и они укрывались в лесах, опасаясь заходить в деревни, которые после 14 октября 1941 года полицаи стали тщательно прочесывать.
В Смиловичах 2 человека были удостоены почетного звания «Праведник народов мира» от израильского мемориального института «Яд Вашем» «в знак глубочайшей признательности за помощь, оказанную еврейскому народу в годы Второй мировой войны»:
- Холодинская Феодосия — за спасение Мелонайц (Гоберман) Доры[17];
- Лубочкина Александра — за спасение Кроль Блюмы (Лубочкиной Марии).

## Палачи и коллаборационисты

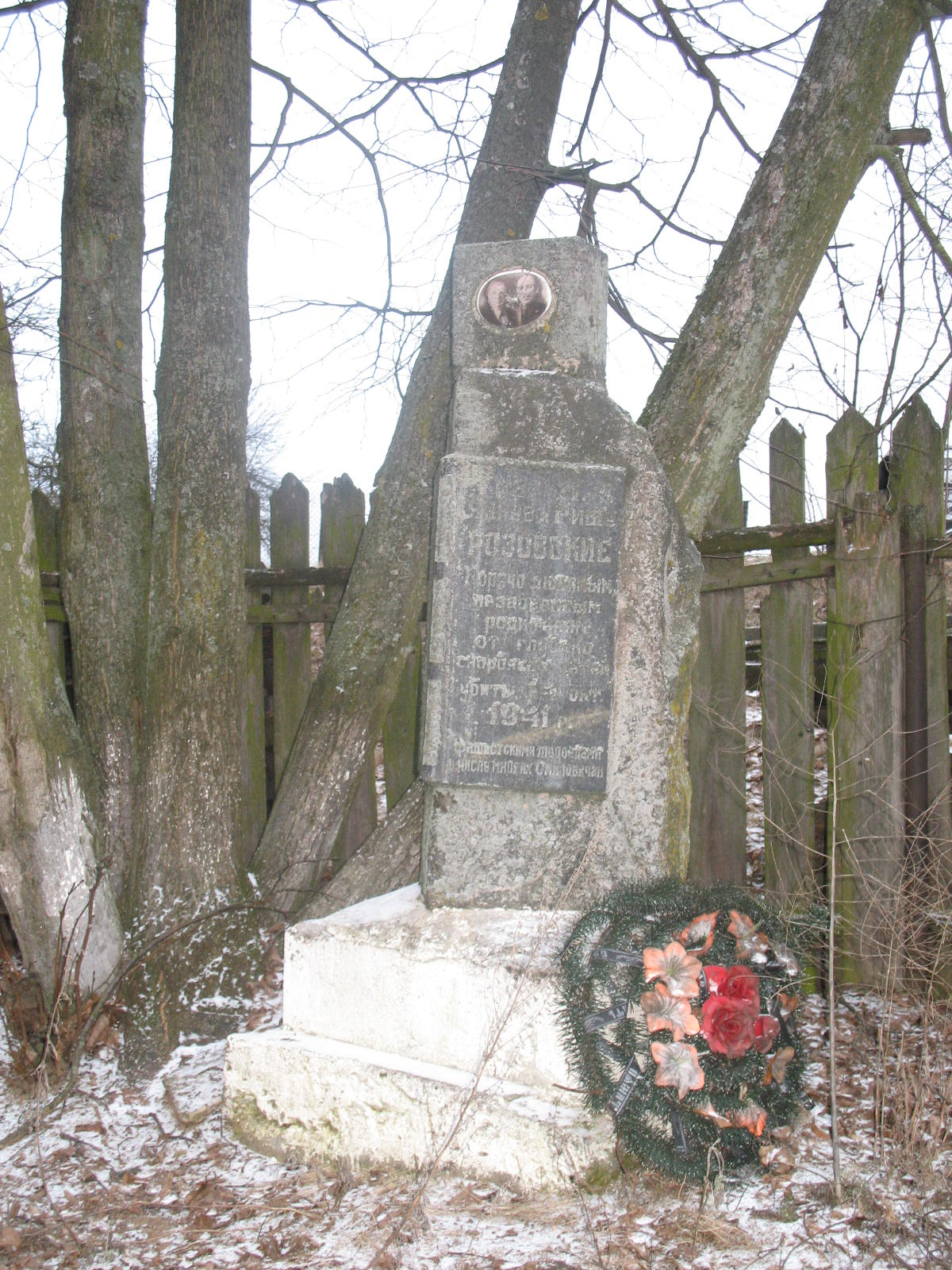
Памятник на могиле семьи Розовских

Всего в Смиловичах в «бобики» (так в народе презрительно называли полицаев) записались около 40 человек. Начальником полиции немцы поставили Казимира Рака. Сохранились имена первых добровольцев-полицаев — Андрей Курейчик, Леонид Артимович, Казимир (Казик) Герасимович и Леонид Герасимович.
После войны многие полицаи из Смиловичей смогли уйти от возмездия и скрыться в других странах — например, так поступили Рак и Курейчик. Пойманные же полицаи получили по 10-15 лет, и никто из них не был расстрелян.
Местный белорус Бутин ещё до войны взял в жены еврейку. При ликвидации гетто немцы забрали на расстрел только его жену, а двух маленьких сыновей (3 и 5 лет) оставили с отцом. Бутин взял своих детей, сам отвел их к расстрельной яме и отдал немцам. После войны он остался жить в Смиловичах, недалеко от того места, куда отвел на смерть своих детей.
Полицая Казимира Герасимовича, уже освободившегося из тюрьмы, встретил спасшийся из Смиловичского гетто Моисей Хаимович Горелик и избил до полусмерти. Некоторые смиловичские евреи, вернувшиеся с фронта, смогли даже убить отдельных бывших полицаев. Например, капитан Сагальчик, узнав, что вся его семья была убита 14 октября 1941 года, застрелил в Смиловичах первого же попавшегося ему на глаза предателя — им оказался тот, кто выдал немцам архитектора Коржуна с племянником. Милиция даже не стала преследовать Сагальчика.

## Память
В 1965 году в Смиловичах в урочище рядом с бывшей улицей Соломянка (сейчас улица Чкалова (Пролетарская)) в память о жертвах геноцида евреев во времена Катастрофы была установлена стела. Сделать на памятнике надпись на идише и выбить звезду Давида не удалось. Запретили даже упоминание о национальности убитых — «Здесь покоится прах 2000 советских граждан м. Смиловичи, расстрелянных фашистскими палачами 14 октября 1941 года».
Отдельный памятник установлен на могиле семьи Розовских, убитых 14 октября 1941 года.
В 2006 году у карьера Апуток возле Смиловичей был установлен памятник на средства Фонда имени Лазаруса.
Опубликованы неполные списки жертв геноцида евреев в Смиловичах.